# Trichopilia boliviensis
Trichopilia boliviensis är en orkidéart som beskrevs av Klikunas och Eric Alston Christenson. Trichopilia boliviensis ingår i släktet Trichopilia och familjen orkidéer. Inga underarter finns listade i Catalogue of Life.